# بيري بونس
بيري بونس (بالإسبانية: Pere Pons Riera) (20 فبراير 1993 بسان مارتيفي في إسبانيا - ) هو لاعب كرة قدم إسباني في مركز الوسط. لعب مع نادي جيرونا وGirona FC B ‏ ونادي أولوت.

## وصلات خارجية
- بيري بونس على موقع قاعدة بيانات كرة القدم.إي يو (الإنجليزية)
- بيري بونس على موقع ليكيب (الفرنسية)
- بيري بونس على موقع Soccerbase.com (لاعب) (الإنجليزية)
- بيري بونس على موقع Soccerway.com (الإنجليزية)
- بيري بونس على موقع AS.com (الإسبانية)